# Rudi Istenič
Rudi Istenič (* 10. Januar 1971 in Köln) ist ein ehemaliger slowenischer Fußballnationalspieler. 2000 stand er im Kader der slowenischen Nationalmannschaft bei der Fußball-Europameisterschaft 2000, kam dort jedoch zu keinem Einsatz.
Bei TuS Germania Hackenbroich erlernte Istenič das Fußballspielen. In der B-Jugend wechselte er in die Jugend des 1. FC Köln und spielte anschließend unter Trainer Jürgen Gelsdorf noch ein Jahr in der A-Jugend von Bayer 04 Leverkusen. Mit 17 Jahren spielte er dann für TSV Bayer Dormagen in der Verbandsliga, ehe er 1992 in die dritthöchste Spielklasse zur zweiten Mannschaft von Fortuna Düsseldorf wechselte. Nach nur einem Jahr ging er für zwei Jahre zum SV Straelen in die vierthöchste Spielklasse. 1995 debütierte er dann in der Bundesliga, nachdem er zuvor zum damaligen Bundesliga-Aufsteiger Fortuna Düsseldorf zurückkehrte. Mit Düsseldorf stieg er 1997 aus der Bundesliga und zwei Jahre später aus der 2. Bundesliga ab. Anschließend wechselte er zum Ligakonkurrenten KFC Uerdingen 05.
2001 zog er weiter zu Eintracht Braunschweig, mit der er in die 2. Bundesliga aufstieg, kam jedoch in der Folgesaison zu keinem Einsatz. Weitere Stationen waren KSV Hessen Kassel, KSV Baunatal und der SV Siegfried Materborn, ehe er 2006 seine Karriere beendete.
Am 6. September 1997 gab Istenič beim 0:3 gegen Griechenland sein Debüt für die slowenische Nationalmannschaft. Insgesamt bestritt er 17 Länderspiele für Slowenien.